# Laura Zacchilli
Laura Zacchilli (Fano, 2 ottobre 1980) è un'ex ginnasta italiana di ginnastica ritmica.

## Carriera
La sua prima partecipazione internazionale con i colori della nazionale italiana è stata agli Europei Juniores di Bucarest nel 1993.
È stata campionessa italiana individuale assoluta per quattro volte: nel 1999, nel 2001, nel 2002 e nel 2004.
Nel 2001 ai Mondiali di Madrid si è classificata al 10º posto. È stata riserva alle olimpiadi di Sydney, e ha partecipato alle olimpiadi di Atene nel 2004 dove si è piazzata all'11º posto generale.
Ha vinto dieci scudetti con la sua società di appartenenza Aurora ginnastica Fano nel 1996-1999-2000-2001-2002-2003-2004-2005-2006-2007.